# Paul D. Brock
Paul D. Brock (* 1958) ist ein britischer Entomologe. Er ist wissenschaftlicher Mitarbeiter an der Abteilung für Biowissenschaften am Natural History Museum in London und gilt als Experte für Gespenstschrecken (Phasmatodea).

## Leben
Brock wuchs in Slough, Berkshire, auf. Im Alter von 10 Jahren hielt er sich seine ersten Gespenstschrecken. Nach dem Schulabschluss im Alter von 16 Jahren bewarb er sich auf eine Ausbildungsstelle in einem Schädlingsbekämpfungslabor. Jedoch kam ihm eine Stelle als Bankangestellter zuvor. 1974 zeigte ihm Judith Marshall, wissenschaftliche Mitarbeiterin an der entomologischen Abteilung am Natural History Museum in London, eine Sammlung von Gespenstschrecken, von denen mehrere bis dato unbestimmt waren. Dies inspirierte ihn dazu, Taxonomie zu studieren und wissenschaftliche Erstbeschreibungen zu zahlreichen neuen Gespenstschreckentaxa zu verfassen. Hierzu zählen über 30 Gespenstschrecken-Arten unter diesen die drei südafrikanischen Arten Macynia mcgregororum, Clonaria cederbergensis, Clonaria capemontana sowie die vietnamesische Art Dajaca napolovi. Außerdem hat er diverse Gattungen beschrieben und ist Mitautor bei über 70 weiteren Taxa.
Von 1999 bis 2001 war er Präsident der Amateur Entomologists’ Society. Seit Oktober 2015 ist er Schatzmeister der Phasmid Study Group.
Seit 2016 nimmt Brock neben zahlreichen anderen Entomologen, darunter Axel Hochkirch, an einem Projekt des Natural History Museum teil, bei dem der Erhaltungsstatus von über 1000 Wirbellosenarten erfasst werden soll. Hierzu zählen Tausendfüßer und Dornschrecken von Madagaskar, Gespenstschrecken und Seidenspinnen aus Australien, Tausendfüßer, Grillenschaben und Vogelfalter aus Südafrika, die Fangschreckenfauna Indiens, die endemische Wirbellosenfauna von den Azoren und von St. Helena, die endemische Spinnenfauna Madeiras und die endemische Regenwurmfauna Neuseelands.
Brock veröffentlichte die Bücher Stick Insects of Britain, Europe and the Mediterranean (1991), Catalogue of type specimens of Stick- and Leaf-insects in the Naturhistorisches Museum Wien (Insecta: Phasmida) (1998), Stick and Leaf Insects of Peninsular Malaysia and Singapore (1999), A Complete Guide to Breeding Stick and Leaf-Insects (2000), Rearing and Studying Stick and Leaf-Insects (2003), Phasmida Species File: Catalog of stick and leaf insects of the world (2005), The Complete Field Guide to Stick and Leaf Insects of Australia (2009 mit Jack Hasenpusch) und A Photographic Guide to Insects of Southern Europe & the Mediterranean (2017). Als sein bekanntestes Buch gilt The Amazing World of Stick and Leaf-Insects aus dem Jahr 1999, das zu den Standardwerken über die Phasmiden zählt. Im Jahr 2007 veröffentlichte er gemeinsam mit Jack Hasenpusch eine Revision der australischen Gespenstschrecken, in der 17 neue Arten beschrieben sind.

## Dedikationsnamen
Nach Paul D. Brock sind die Phasmiden-Arten Alienobostra brocki Hausleithner, 1987, Asceles brocki Seow-Choen, 2016, Lamachodes brocki Ho, 2018, Megacrania brocki (Hsinung, 2002) und Planososibia brocki (Seow-Choen, 2000) und die Phasmiden-Gattung Brockphasma Ho, Liu, Bresseel & Constant, 2014 benannt.